# Conirostrum
Conirostrum és un gènere d'ocells de la família dels tràupids (Thraupidae).

## Taxonomia
Segons la Classificació del Congrés Ornitològic Internacional (versió 14.2, 2024) aquest gènere està format per 11 espècies:
- Conirostrum margaritae - tàngara beccònica perlada.
- Conirostrum bicolor - tàngara beccònica bicolor.
- Conirostrum speciosum - tàngara beccònica culroja.
- Conirostrum leucogenys - tàngara beccònica d'orelles blanques.
- Conirostrum albifrons - tàngara beccònica coronada.
- Conirostrum binghami - tàngara beccònica gegant.
- Conirostrum sitticolor - tàngara beccònica dorsiblava.
- Conirostrum ferrugineiventre - tàngara beccònica cellablanca.
- Conirostrum tamarugense - tàngara beccònica dels tamarugos.
- Conirostrum rufum - tàngara beccònica rogenca.
- Conirostrum cinereum - tàngara beccònica cendrosa.